# Bandiera delle Antille Olandesi
La bandiera delle Antille Olandesi è stata la bandiera ufficiale della dipendenza olandese fino alla sua dissoluzione, nell'ottobre 2010. Adottata il 19 novembre 1959, consisteva di un drappo bianco attraversato verticalmente da una banda rossa posta al centro della bandiera e una banda blu orizzontale ad essa sovrapposta dello stesso spessore di quella rossa.
Al centro della banda blu erano disposte, a mo' di pentagono, sei stelle bianche a cinque punte in rappresentanza delle sei isole che formavano l'arcipelago: Aruba, Bonaire, Curaçao, Saba, Sint Eustatius e Sint Maarten.
Nel 1986 Aruba si separò dalle Antille Olandesi, e quindi la bandiera divenne a 5 stelle.

## Bandiere storiche

Bandiera delle Antille Olandesi (1959-1986)
Bandiera del Governatore delle Antille Olandesi (1959-1986)
Bandiera delle Antille Olandesi (1986-2010)
Bandiera del Governatore delle Antille Olandesi (1986-2010)

## Bandiere delle isole

Bandiera di Aruba
Bandiera di Bonaire
Bandiera di Curaçao
Bandiera di Saba
Bandiera di Sint Eustatius
Bandiera di Sint Maarten